# Уголки (Северо-Казахстанская область)
Уголки (каз. Уголки) — станция в Айыртауском районе Северо-Казахстанской области Казахстана. Входит в состав Антоновского сельского округа. Код КАТО — 593233900.

## Население
В 1999 году население села составляло 133 человека (73 мужчины и 60 женщин). По данным переписи 2009 года, в селе проживало 63 человека (32 мужчины и 31 женщина).